# Björn Gunnlaugsson
Björn Gunnlaugsson, född 25 september 1788, död 17 mars 1876, var en isländsk matematiker och kartograf.
Gunnlaugsson var son till en bonde på norra Island som var känd för sina tekniska anlag. Sonen blev student 1808, kom 1817 till Köpenhamn och tilldelades samma år universitetets guldmedalj för en matematisk avhandling (han fick åter guldmedalj 1820). Han arbetade därefter som assistent hos Heinrich Christian Schumacher vid den geografiska uppmätningen i Holstein. År 1822 blev han adjunkt vid latinskolan i Bessastaðir och förflyttades 1846 med denna till Reykjavik, där han var överlärare 1851–62.
Björn Gunnlaugsson skrev flera matematiska och astronomiska avhandlingar och böcker, av vilka särskilt bör nämnas en omfattande aritmetik, av vilken dock hälften utgavs (Tolvisi, 1865). Vidare författade han en större teologisk-filosofisk dikt, Njóla ("Natten"), som första gången utkom 1842 och fick stor spridning som uppbygglig läsning.
Björn Gunnlaugssons huvudarbete är emellertid hans karta över Island (Uppdráttr Íslands). Kustområdena hade redan 1801–18, på danska regeringens initiativ, blivit noggrant kartlagda och trigonometriskt uppmätta av danska och norska militärer Björn Gunnlaugsson hade emellertid inte möjlighet att utföra sina uppmätningar lika noggrant som dessa kustuppmätningar, eftersom det till detta krävdes längre tid, än han kunde avsätta. Detta gällde särskilt vissa ödemarksområden, vilka väderförhållandena hindrade honom från att undersöka.
Sommar efter sommar 1831–43 bereste han Island. Sin fritid om vintern använde han till att avteckna, vad han hade berest och uppmätt om sommaren. Han angav inte bara de olika områdenas naturförhållanden och beskaffenhet, men även gårdar, liksom den administrativa indelningen, såväl den kyrkliga som den borgerliga, medtogs.
Detta projekt initierades, med offentligt understöd, av det isländska litteratursällskapet, men var endast möjligt att genomföra tack vare Björn Gunnlaugssons oegennyttighet. Kartan utgavs av nämnda sällskap under Oluf Nicolai Olsens ledning 1844–49 och utgåvan i fyra blad prisbelönades på Parisutställningen 1875. Björn Gunnlaugsson beskrev sin uppmätning och kartritning i en inbjudningsskrift från Bessastaðir 1834.

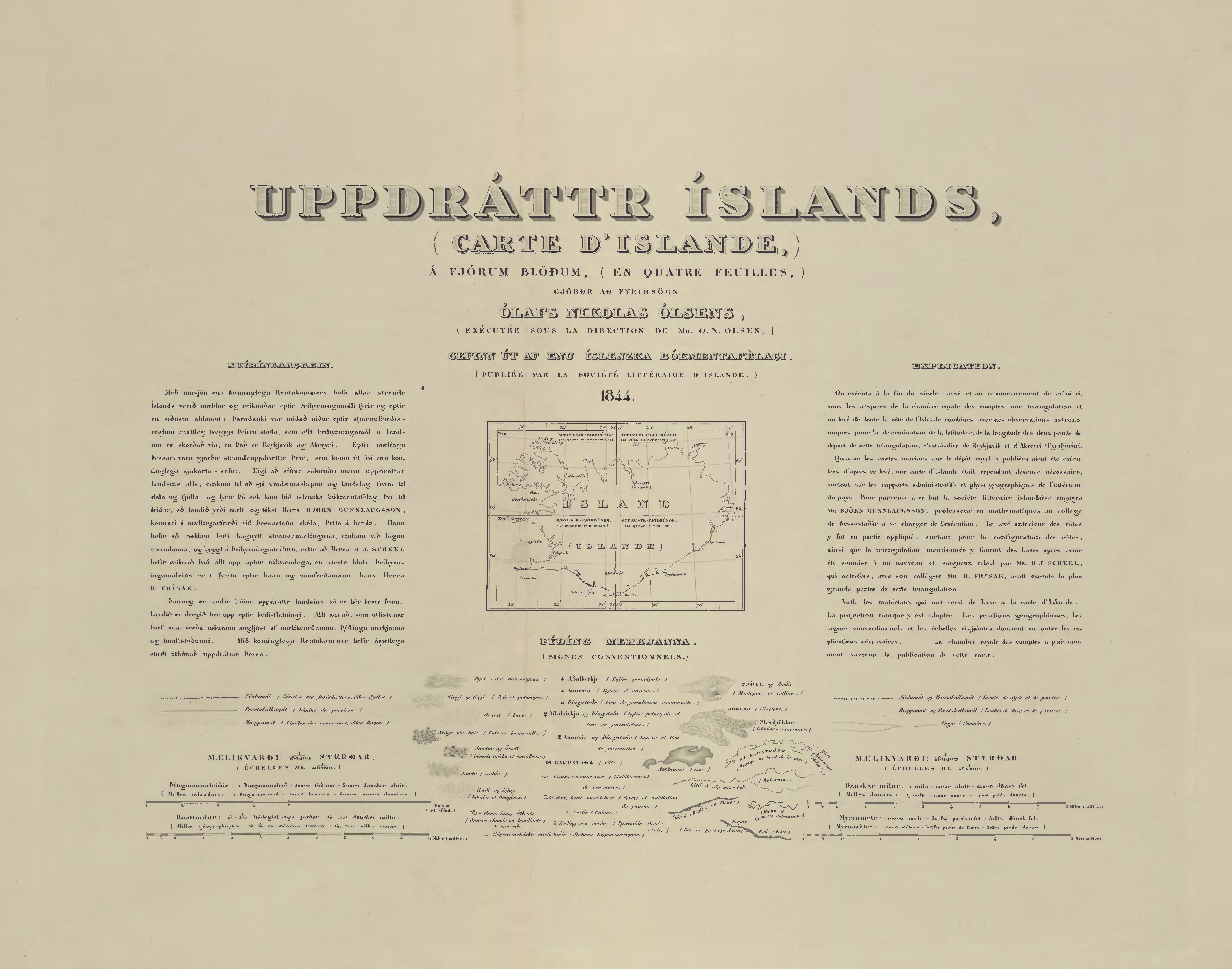
Titelbladet till Uppdráttr Íslands.
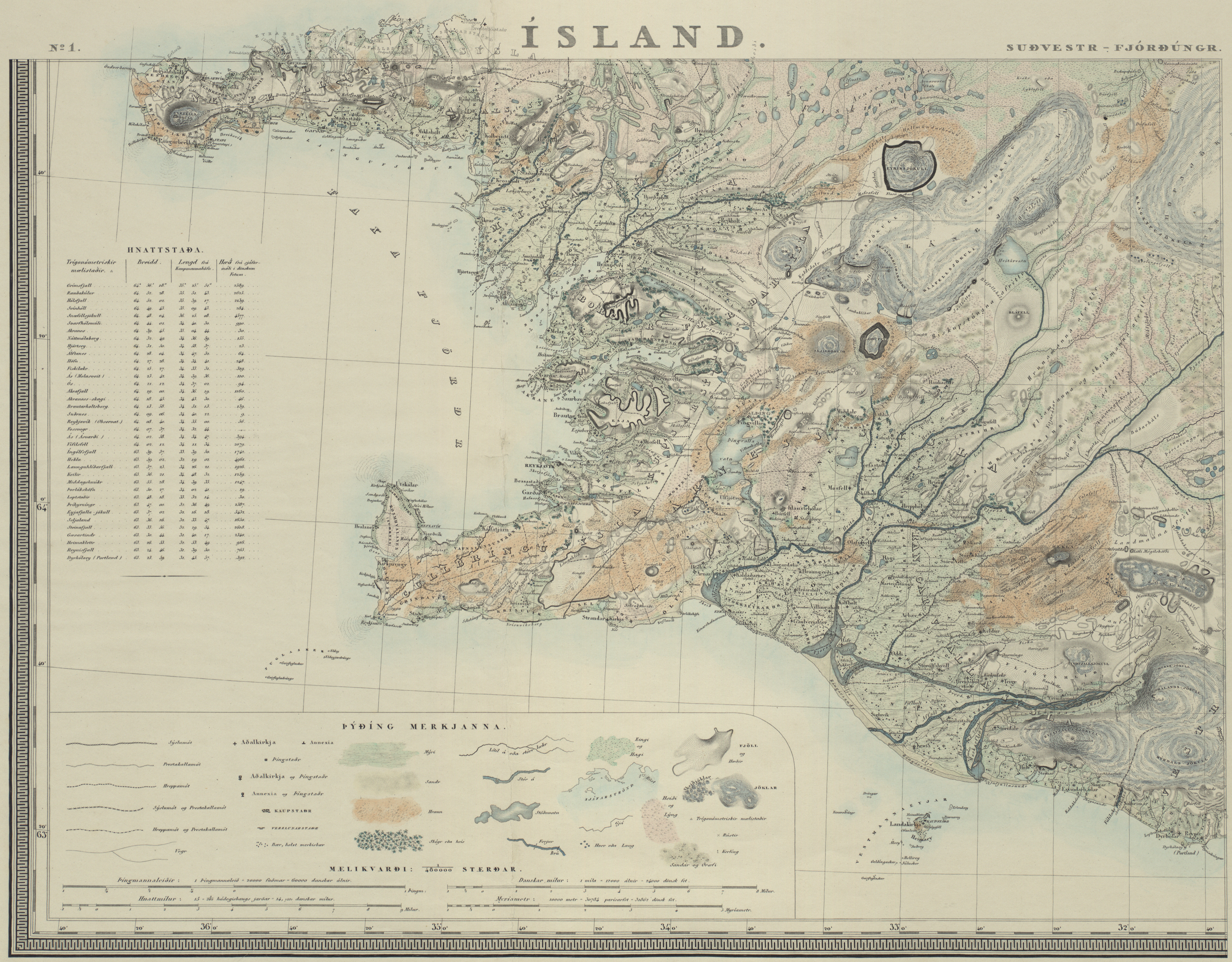
Sydvästra kvadranten av kartan från 1844.